# (593) Titania
(593) Titania – planetoida z pasa głównego asteroid okrążająca Słońce w ciągu 4 lat i 158 dni w średniej odległości 2,7 j.a. Została odkryta 20 marca 1906 roku w Landessternwarte Heidelberg-Königstuhl w Heidelbergu przez Augusta Kopffa. Nazwa planetoidy pochodzi od Titanii, w legendach ludowych królowej wróżek (została zainspirowana literami oznaczenia asteroidy (1906 TT) w imieniu TiTania). Przed nadaniem nazwy planetoida nosiła oznaczenie tymczasowe (593) 1906 TT.